# Давид XII
Давид XII (груз. დავით XII ბატონიშვილი , 1 июля 1767 — 13 мая 1819) — регент-правитель Картли-Кахетии (28 декабря 1800 — 18 января 1801). Старший сын царя Георгия XII. Из династии Багратионов. Писатель и учёный.

## Внутриполитическая борьба за престол в Картли-Кахети
Давид Батонишвили вырос при дворе своего деда, царя Ираклия II.
Будущий царь Давид XII получил образование в России (1787—1789), служил в российской армии с 1797 по 1798 годы в звании полковника, командуя Преображенским гвардейским полком. К 1800 году дослужился до звания генерал-лейтенанта. Были слухи, что император Павел Петрович хочет сделать Грузию местом пребывания мальтийских кавалеров, а Давида — гроссмейстером.
Полковник Степан Данилович Бурнашев в 1786 году писал о нём: «...Князь Давид 20[-ти] лет при свойстве чрезмерно яром являет великую быстроту ума, особую смелость и охоту к войне и крайнее желание познать Европейскую военную науку».
В 1789—1790 годах участвовал в военных походах. Принимал активное участие в Крцанисской битве 1795 года. Георгий XII опасался, что представители боковой ветви династии Багратионов захватят престол и отстранят от власти его потомков. Из-за этого он согласился на ещё большее сокращение царских полномочий, чем это предусматривалось трактатом 1783 года (России было дано право вмешиваться во внутренние дела Картли-Кахетинского царства), лишь бы престол достался его потомкам.
Когда 11(22) января 1798 года умер царь Ираклий II, царём стал Георгий XII, который привёл к присяге население страны. По трактату 1783 года он должен был получить императорскую инвеституру. Георгий сразу сообщил о своём восшествии на престол императору Павлу Петровичу. Тот поздравил его и напомнил о необходимости ходатайства об утверждении. В ноябре Георгий направил в Петербург князя Авалова с ходатайством об утверждении себя царём, а Давида — наследником престола. 18 апреля 1799 года Павел Петрович Высочайшей грамотой утвердил его просьбу. Утверждение наследника не вытекало из трактата 1783 года, но Георгий хотел дополнительных гарантий, а Павел Петрович не обратил внимания на то, что просьба не вяжется с трактатом.
Смерть царя Георгия XII и переход власти к Давиду XII обострили обстановку в стране. Царица Дареджан Дадиани и её сыновья категорически отказались признать власть Давида XII.

## Упразднение монархии Багратионов в Картли-Кахети
После кончины Георгия XII царевич Давид объявил себя правителем Картли-Кахетинского царства. Однако Российское правительство уже дало инструкции своим представителям в Картли-Кахети не допустить воцарения царевича Давида. В 1800 году Давид XII пытался модернизировать законодательство и систему управления царства. После смерти отца 28 декабря 1800 года царевич Давид стал руководителем царского Дома Багратиони, но ему так и не было позволено занять престол Картли-Кахети. С момента смерти отца и ко времени прибытия генерала Карла Фёдоровича Кнорринга (24 мая 1801 года) он фактически выполнял функции регента.
Давид XII был очень удивлён указом Павла I (18 января 1801 года) об упразднении Картли-Кахетинского царства и присоединении его к Российской империи. Он пытался остаться у власти де-факто главой государства. В мае 1801 года российский генерал Кнорринг отстранил его от власти и создал временное правительство во главе с генералом Иваном Петровичем Лазаревым.
После упразднения Картли-Кахетинского царства (12 сентября 1801 года) Давид XII вместе с семьёй был арестован князем Павлом Дмитриевичем Цициановым и выслан в Россию.

В Тифлисе же приказал он \Цицианов\ тайно генералу Лазареву в ночное время окружить войском дворец царя Давида XII, арестовать его и с сильным прикрытием вывести в пределы России. Это исполнено было без больших трудностей.

Давид XII под военным сопровождением был доставлен в Санкт-Петербург 18 февраля 1803 года.
В 1800 году Давид XII женился на принцессе Елене Абамелик (1770—1836), но брак оказался бездетным.
С 1812 по 1819 царевич (князь) Давид Батонишвили (Багратиони) занимал почётное место в сенате Российской империи. Кроме того, являлся председателем комитета, в задачи которого входил перевод «Свода законов Вахтанга VI» и его редакция.

## Установление российского правления в Картли-Кахети
Царское правительство «для обеспечения спокойствия и безопасности грузинского народа» сочло необходимым и возможным упразднить Картли-Кахетское царство и установить новое правление взамен старого. Тем самым был подтверждён договор 1783 г. Это было крупное поражение грузинских политиков-националистов, поскольку им не удалось сохранить самоуправление грузинского народа.
Царские чиновники ещё 24 марта 1801 года отстранили Давида XII Багратиони, объявленного ими же после смерти Георгия XII «наследником и правителем» грузинского престола. Вместо него «управляющим Грузией» был назначен находившийся здесь командующий русской армией генерал Лазарев. Созданное под его руководством временное правление просуществовало один год.
Тем временем российский император утвердил положение «об управлении Грузией», согласно которому главнейшей задачей нового правления являлось упрочение позиций самодержавной России в Грузии, присоединение других политических единиц Закавказья, освоение природных богатств Картли-Кахети, сбор налогов, соблюдение правопорядка.
8 мая 1802 года в Тбилиси в торжественной обстановке было открыто новое правление — «Верховное правительство Грузии», во главе с «главнокомандующим Грузией» или «главноуправляющим». Его помощником, в основном по гражданским делам, назначался «управляющий Грузией», который ведал также главнейшим из четырёх управлений (экспедиций) — исполнительным управлением. Начальниками и трёх остальных управлений назначались русские чиновники, которые общались с местным населением, не владеющим русским языком, через советников из представителей грузинского дворянства. Последние назначались также судьями в уездах, где начальниками были русские офицеры, именовавшиеся «капитан-исправниками». Старые приставства (самоураво) постепенно уступали место новым уездно-административным единицам. Всю Картли-Кахети разделили на пять уездов: Горийский, Лорийский, Душетский, Телавский и Сигнахский. В каждом уезде имелись свои полиция, суд и прокуратура. Хозяйственными делами уезда ведал казначей. Управление городами было возложено на русских комендантов, помощники которых назначались из представителей грузинского дворянства.
В своей деятельности правление опиралось на тогдашние российские законы, хотя в большей мере принимало во внимание и старое грузинское законодательство. Дела велись на двух языках — русском и местном.
Новое правление с самого начала заручилось поддержкой местного дворянства. Однако в первое время часть грузинских феодалов не могла примириться с новой властью, которая, опираясь на организованную силу регулярной армии и не желая терпеть традиционное самоуправство феодальной знати, в корне подрывала саму систему феодальных княжеств, подготавливая тем самым прочную основу для полной ликвидации их независимости.
Главнокомандующий Кноринг, который считал, что новое правление им было уже «упорядочено», не оказался на высоте. Командующий войсками генерал Лазарев и гражданский управляющий Коваленский постоянно препирались друг с другом. Непонятный суд, бремя содержания регулярных войск, произвол чиновников, их грубость, а порой и наносимые ими оскорбления даже самой феодальной знати вызывали недовольство не только у простонародья, но и у высшего сословия. Летом 1802 года у новой администрации Картли-Кахети осложнились также отношения с соседними ханствами и Ираном. Последний, озабоченный упрочением российского режима в Закавказье, призывал к борьбе с Россией царевичей — претендентов на грузинский престол, пытаясь при этом использовать также Имерети и Ахалцихе, и, в случае успеха, обещал Юлону Батонишвили «восстановленный» картли-кахетский престол. Хотя число представителей грузинского дворянства — сторонников присоединения Картли-Кахети к России — быстро возрастало, становясь опорой нового правления, большая его часть, оторванная от основных масс народа, требовала «изменения существующего правления и установления нового порядка».
Царское правительство, естественно, не могло с этим согласиться. Поэтому для упрочения нового правления в Грузии было решено придать ему «национальную» окраску. С этой целью император вместо Лазарева главнокомандующим Грузией назначил родственника царицы Мариам, супруги Геортия XII, представителя московской грузинской колонии Павла Дмитриевича Цицианова (Цицишвили), а «верным» помощником ему был назначен другой представитель старого грузинского феодального рода — генерал Дмитрий Захарович Орбелиани.
Облеченный императором неограниченными полномочиями генерал П. Цицианов прибыл в Тбилиси 1 февраля 1803 года и за короткое время сумел не только укрепить новое правление в Картли-Кахети, но и ввести аналогичное правление и в других частях Закавказья после их присоединения.
Упрочению нового правления, по мнению П. Цицианова и самого императора Александра I, препятствовало пребывание на родине многочисленных грузинских царевичей. Поэтому Александр I направил царицам Дареджан и Мариам письма с приглашением переехать в Петербург. Однако члены картли-кахетинского царского дома не согласились покинуть родину и обосноваться в Петербурге. Тогда П. Цицианов решил применить силу. Повод быстро нашёлся. В апреле 1803 года генерал Лазарев во главе вооружённого отряда ворвался во дворец царицы Мариам с целью её ареста и высылки. Оскорблённая царица убила генерала кинжалом, за что и была сослана в Белгород. До 1805 года в Россию были также высланы все грузинские царевичи, большинство из которых обосновалось в Петербурге, существуя на назначенную императором пенсию и занимаясь лишь научно-литературной деятельностью.
Сам П. Цицианов не жалел пенсий, подарков, российских чиновничьих званий для оставшихся на родине бывших служителей царей Ираклия и Георгия. П. Цицианов создал первое дворянское собрание, первым предводителем которого по его же настоянию стал Гарсеван Чавчавадзе. Вместе с тем П. Цицианов постепенно упразднил старую систему моуравов, хотя она окончательно исчезла в Восточной Грузии в 1820-х, а в Западной Грузии — в 1840-х гг. П. Цицианов способствовал восстановлению грузинских культурных учреждений, строительству дорог, налаживанию почтовой связи и т. д.
Так, то устрашением, то ублажением, постепенно укреплялась новая власть в Картли-Кахети.

## Литературная и публицистическая деятельность
Обосновавшись в Петербурге, он начал свою публицистическую и литературную деятельность. Давид Батонишвили в своих сатирических стихах критически отзывается о царских служителях. Также занимался лексографической работами. С 1803 года в Петербурге начал большое внимание уделять составлению статей для энциклопедического лексикона.
В 1814 году Давид Батонишвили опубликовал на грузинском языке исторический труд по схеме «Картлис цховреба» («Житие Картли»), которая охватывает период до 1744 года и представляет продолжение работы по истории Вахушти Багратиони. Написанные на русском языке его труды охватывают период истории Грузии с древнейших времен до начала XIX века. Большое значение имело деятельность Давида Батонишвили в области права. В 1800 году он осуществил кодификацию грузинского права, составил сборник, которая известна под наименованием «Право Давида Батонишвили» (в 1964 году был издан Давидом Пурцеладзе).
Под влиянием идей французского Просвещения он стал первым грузинским переводчиком Вольтера. Он был также автором исследований по грузинской истории (на грузинском языке, 1814). Ему также принадлежит написанный на русском языке труд «Обзор грузинского права» (1811—1816; в 1959 году издан А. Рогава), «сокращённое Руководство по физике» (на груз. языке, 1818), а также несколько стихотворений.
Давид XII умер в Петербурге 13 мая 1819 года. Он был похоронен в Александро-Невской лавре.